# Freiberg

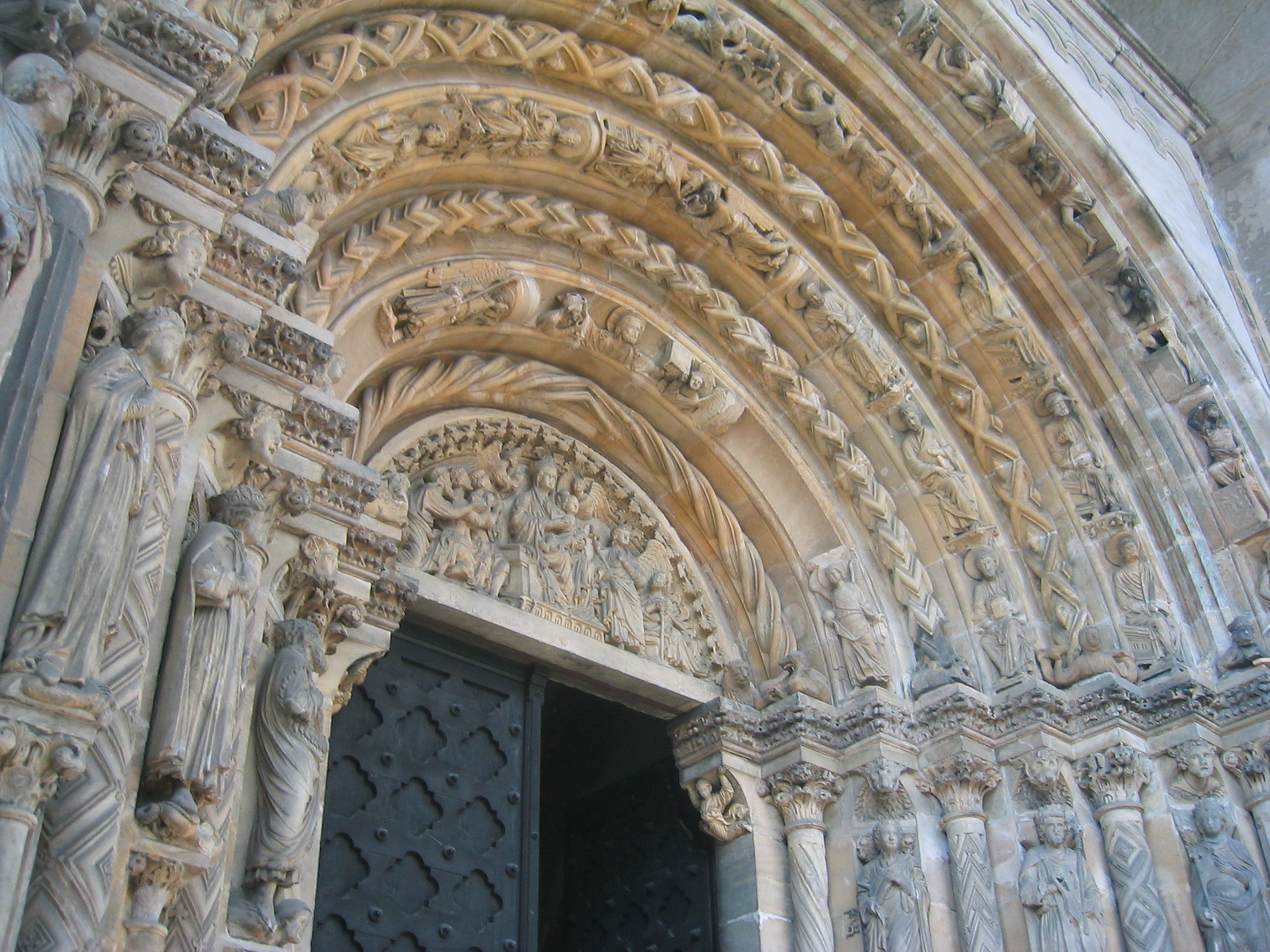
Złota Brama katedry we Freibergu

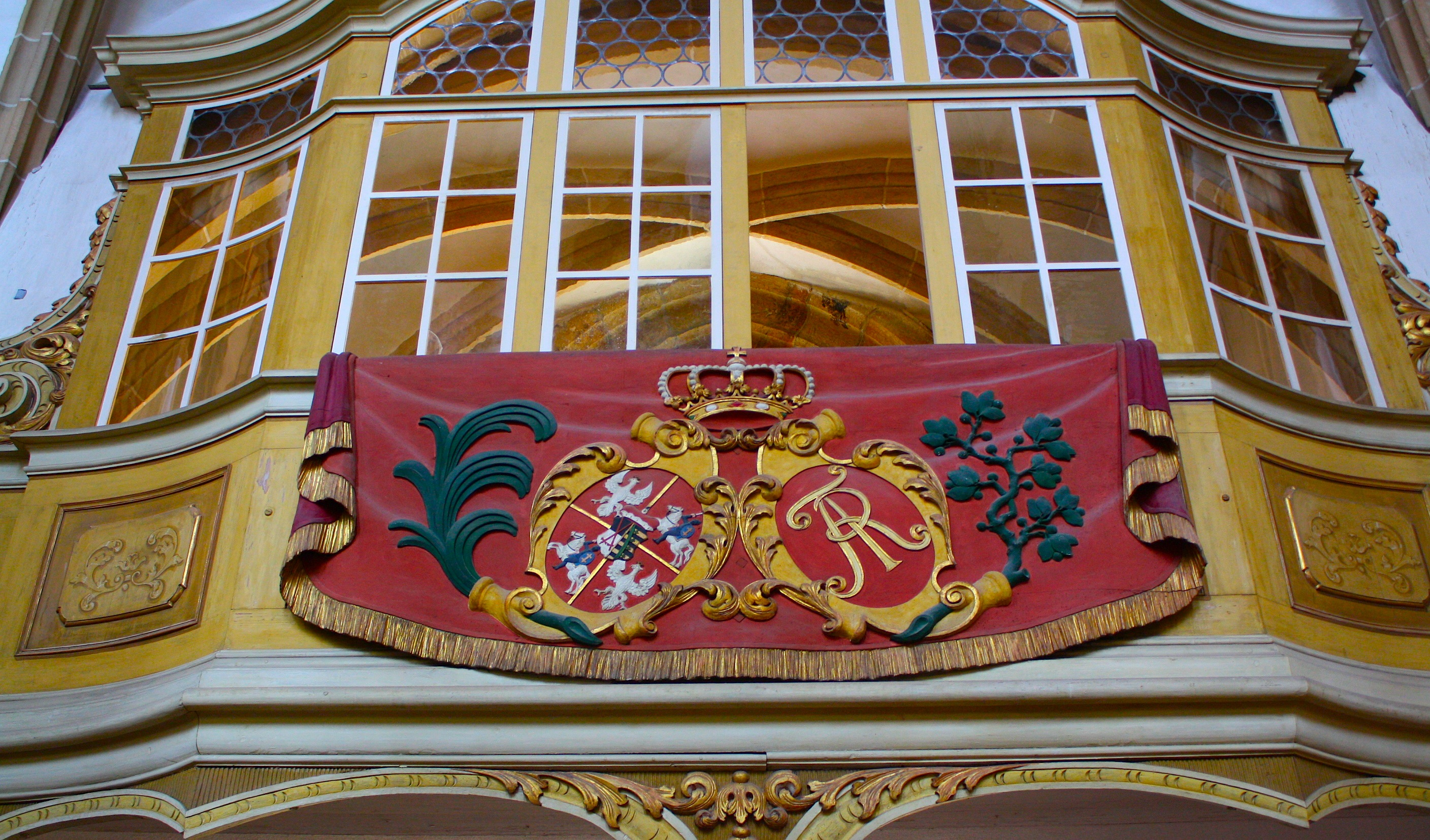
Katedra we Freibergu: loża elektorska Augusta II Mocnego

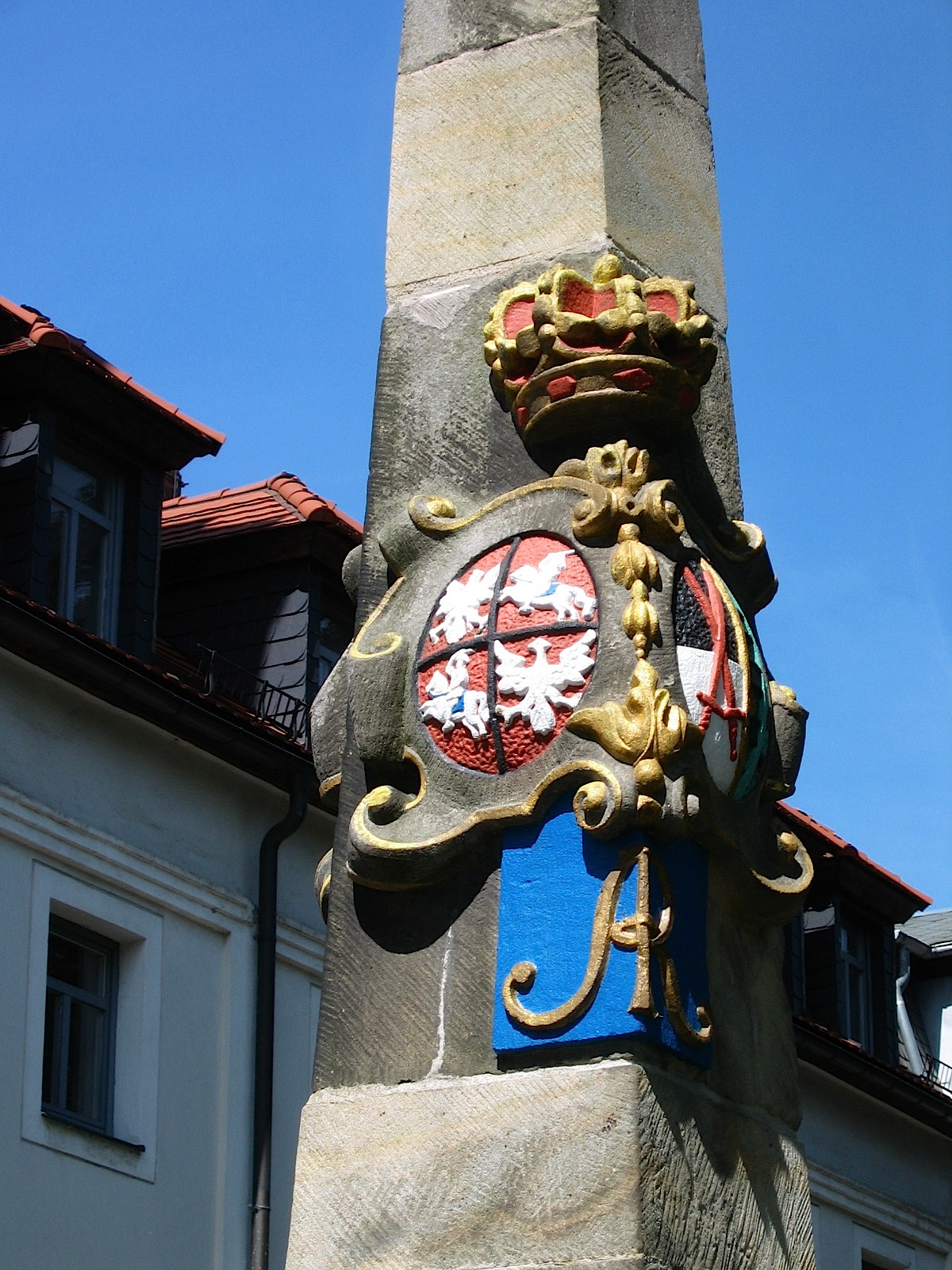
Freiberg. Słup milowy Poczty Saskiej z 1723 r. z herbem Rzeczypospolitej

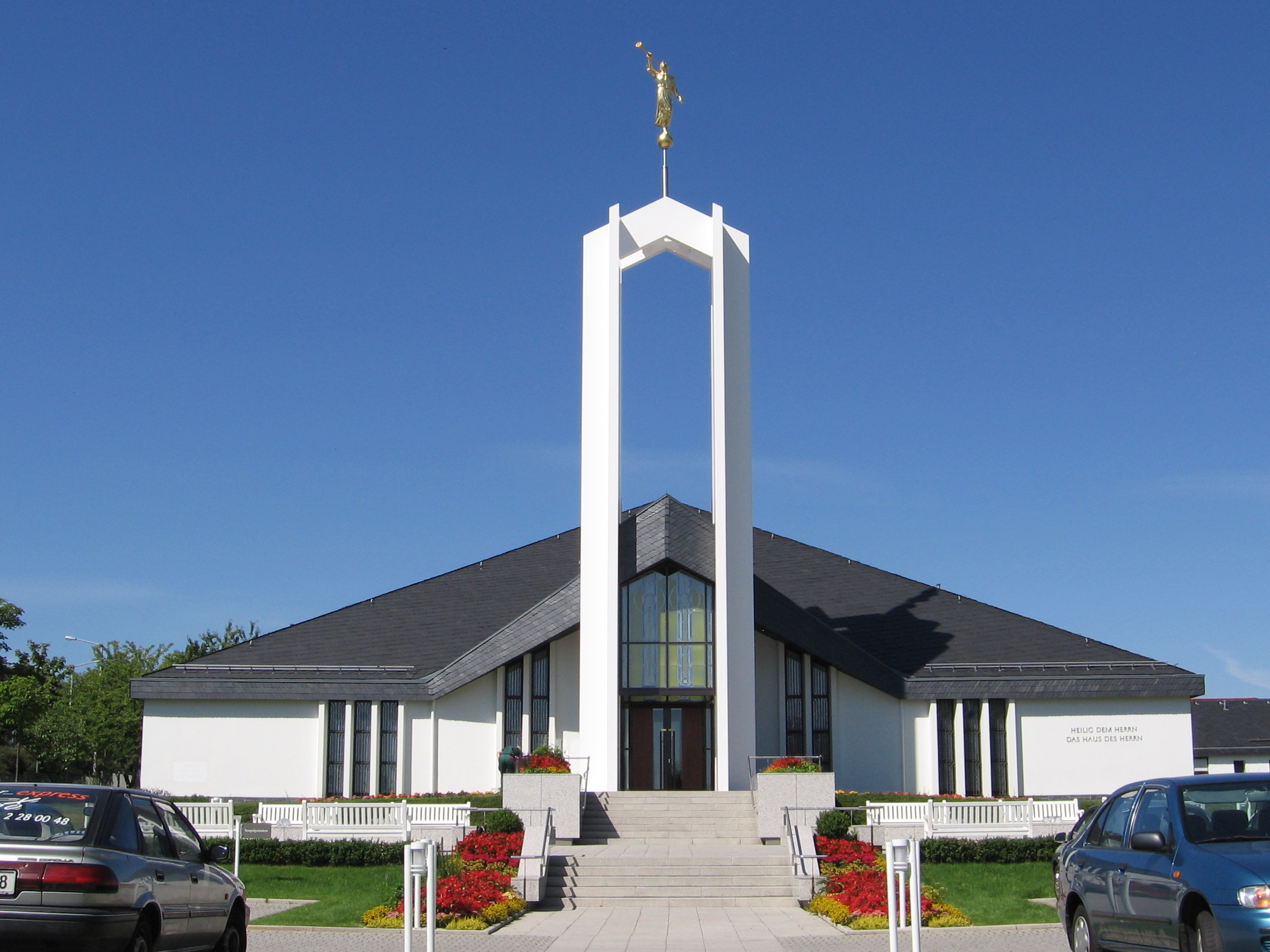
Świątynia Kościoła Jezusa Chrystusa Świętych w Dniach Ostatnich

Freiberg – miasto powiatowe we wschodnich Niemczech, w kraju związkowym Saksonia, w okręgu administracyjnym Chemnitz, siedziba powiatu Mittelsachsen (do 31 lipca 2008 w powiecie Freiberg), u podnóża Rudaw. Do 31 grudnia 2011 siedziba wspólnoty administracyjnej Freiberg, która dzień później została rozwiązana. Liczy ok. 41,7 tys. mieszkańców.

## Historia
Intensywny rozwój osady zaczął się w drugiej połowie XII wieku, po odkryciu bogatych złóż srebra w rudach galenowo-sfalerytowych (ołowiowo-cynkowych) i założeniu zamku, w celu nadzoru nad górnictwem. Od tego momentu aż do zamknięcia ostatniej kopalni w 1968 rozwój miasta był ściśle związany z górnictwem i hutnictwem, bazującym początkowo tylko na pozyskaniu srebra, następnie również ołowiu, a w XIX i XX wieku także i cynku. Również z rozwojem miejscowego górnictwa wiąże się założenie we Freibergu w 1765 pierwszej na świecie wyższej uczelni górniczej (Bergakademie) i jej intensywny rozwój aż do współczesności. W akademii tej kształciło się wielu polskich geologów i inżynierów górnictwa w XIX wieku, kiedy dostęp do uczelni zaborców był mocno utrudniony. Najbardziej znanym wykładowcą szkoły był Abraham Gottlob Werner, który uczył tu w latach 1775–1817.
Od momentu założenia do 1423 roku Freiberg leżał w granicach Marchii Miśnieńskiej, po czym stał się częścią Elektoratu Saksonii. W latach 1697–1706 i 1709–1763 Freiberg wraz z Elektoratem Saksonii był związany unią z Polską, a w latach 1807–1815 wraz z Królestwem Saksonii unią z Księstwem Warszawskim.

## Zabytki
- Kościół Najświętszej Maryi Panny (Dom St. Marien) - zwany powszechnie katedrą (choć formalnie nią nie jest, gdyż nie był nigdy siedzibą biskupa). Z pierwotnej świątyni powstałej w 1185 zachowały się monumentalny romański portal z piaskowca z 1230 o wyjątkowo bogatej rzeźbie (tzw. Złota Brama) oraz drewniana Grupa Ukrzyżowania na tęczy z 1230. Obecna świątynia zbudowana została w okresie 1490–1501 jako gotycka, trójnawowa budowla halowa. Z tego okresu pochodzi cykl rzeźb piaskowcowych tzw. Panien Mądrych i Panien Głupich oraz apostołów umieszczonych na filarach wnętrza świątyni. Do najbardziej znanych zabytków w kościele należą renesansowa ambona piaskowcowa o kształcie kwiatu tulipana wykonana przez Hansa Wittego w 1510 oraz barokowa drewniana ambona z 1638 o bogatych zdobieniach. Obie ambony przedstawiają oprócz scen biblijnych także postacie górników Freibergu. Renesansowe są również ołtarz główny z obrazem z kręgu Cranacha Młodszego oraz epitafia i pomniki nagrobne kaplicy pogrzebowej elektorów saskich urządzonej w prezbiterium kościoła. Większość tych epitafiów reprezentuje płyty osadzone w podłodze wykona z brązu, natomiast grób elektora saskiego Maurycego z 1560 zbudowany jest w postaci monumentalnego mauzoleum wykonanego z marmuru i alabastru. Również reszta programu artystycznego prezbiterium-kaplicy pochodzi z renesansu, w tym liczne posągi elektorów oraz iluzjonistyczny fresk Nosseniego. Renesansowa jest też większość epitafiów z naw kościoła. W XVIII wieku oprócz wspomnianej ambony, w stylu barokowym zbudowano wielkie organy, dzieło Silbermanna z 1711, uważane za jeden z najlepszych instrumentów tego typu na świecie. Posiadają 3 manuały, 44 rejestry i 2674 piszczałki.

- Kościół pw. św. Piotra (Stadtkirche St. Petri) – gotycki, obecnie pozbawiony prawie całego wystroju zabytkowego, działający jako sala koncertowa i świątynia protestancka. Zachowały się: gotycka płaskorzeźba drewniana Ostatnia wieczerza, zabytkowa ambona i organy Silbermanna.

- Gotycki budynek klasztorny franciszkanów zbudowany w początku XVI wieku, obecnie własność prywatna. Liczne zachowane późnogotyckie portale okienne i wejściowe.

- Zamek (Schloss Freudenstein) – zamek renesansowy, w dużym stopniu odbudowany. Założony w XII wieku, przebudowany w 1577 na rezydencję arystokratyczną. W czasach NRD pełnił funkcję spichlerza. Otwarty po generalnym remoncie (2005–2008), mieści muzeum minerałów i siedzibę Saksońskiego Archiwum Górnictwa, które przechowuje materiały dokumentujące historię tutejszego górnictwa[1].

- Rynek dolny i górny z zabudową kamienic renesansowych i barokowych, w większości znacznie przebudowanych później i pozbawionych większości ozdób. Na górnym rynku późnogotycki ratusz.

- Trzy duże fragmenty gotyckich murów obronnych wraz z basztami.

## Muzea
- Muzeum miasta i górnictwa (Stadt- und Bergbaumuseum) – zajmujące kilkupiętrowy dom kanoniczny z 1485, z zachowanymi murowanymi gotyckimi stropami parteru oraz drewnianym stropem piętra. Prezentuje przede wszystkim bogate zbiory poświęcone historii górnictwa oraz hutnictwa we Freibergu, a także posiada kolekcje związane z życiem górników i hutników. Podrzędnie prezentowane są też znaleziska z wykopalisk miejskich oraz z historii miasta.
- Muzeum górnictwa i mineralogiczne przy Akademii Górniczej. Zbiory mineralogiczne, których znaczną część stanowią okazy z saksońskich złóż, można podziwiać w budynku przy Brennhausgasse 14. W budynku tym eksponowana jest również kolekcja petrologiczna i złożowa. W budynku instytutu geologii przy Cotta-Strasse 2 podziwiać również można zbiory paleontologiczne i kolekcję stratygraficzną.
- Ekspozycja na zamku Freudenstein nowych zbiorów ponad 3500 okazów mineralogicznych freiberskiego uniwersytetu. Trzon tej kolekcji stanowi stały depozyt dr. Eriki Pohl, który jest jedną z największych prywatnych kolekcji na świecie[1].

## Gospodarka
W mieście rozwinął się przemysł maszynowy, metalowy, elektrotechniczny, elektroniczny, precyzyjny, chemiczny, celulozowo-papierniczy, włókienniczy oraz hutniczy.

## Współpraca
Miejscowości partnerskie:
- Amberg, Bawaria
- Clausthal-Zellerfeld, Dolna Saksonia
- Darmstadt, Hesja
- Delft, Holandia
- Gentilly, Francja
- Nes Cijjona, Izrael
- Przybram, Czechy
- Wałbrzych, Polska

## Osoby urodzone we Freibergu
- ATB – DJ i producent muzyki trance, techno i ambient.
- Bahar Kızıl – piosenkarka.